# Nativity in Black
Nativity in Black — название серии трибьют-альбомов, состоящей из трёх дисков, вышедших между 1994 и 2003 годами. На альбомах в исполнении различных исполнителей записаны песни группы Black Sabbath.
Все песни, за исключением записанной в 2003 году «Neon Knights», принадлежат к периоду с 1969 по 1980 год («эра Оззи Осборна»). Название Nativity in Black иногда ошибочно относят к названию песни N.I.B.. Nativity in Black образовано игрой слов от Black Nativity — традиционным христианским песнопениям в стиле госпел. Первый из дисков серии был выпущен накануне рождества.
Группа Bullring Brummies была создана бас-гитаристом Black Sabbath Гизером Батлером, его коллегой, барабанщиком Биллом Уордом, вокалистом Judas Priest Робом Хэлфордом, гитаристом Obsessed/Vitus Скоттом «Wino» Вейнрихом, гитаристом Fight Брайаном Тилсе и Джимми Вудом, игравшим на гармонике. Кавер песни «The Wizard» в их исполнении записан специально для этого альбома.
Концертная запись исполнения «War Pigs» группой Faith No More была ранее включена в их концертный альбом, Live at the Brixton Academy.
«Supernaut» в исполнении 1000 Homo DJs была ранее выпущена на двенадцатидюймовом сингле в 1990 году.
Альбом был сертифицирован как золотой RIAA от 4 декабря 2000 года.
Боб Чиаппарди из компании Concrete Marketing был исполнительным продюсером при выпуске альбома.
Песня «Paranoid» в исполнении Megadeth номинировалась в 1996 году на премию Grammy в категории «Лучшее метал-исполнение».

## Nativity in Black
1. «After Forever» — Biohazard — 5:46
  - c альбома Master of Reality.
2. «Children of the Grave» — White Zombie — 5:50
  - c альбома Master of Reality.
3. «Paranoid» — Megadeth — 2:32
  - c альбома Paranoid.
4. «Supernaut» — 1000 Homo DJs совместно с Элом Йоргенсеном — 6:39
  - c альбома Black Sabbath, Vol. 4.
5. «Iron Man» — Оззи Осборн совместно с Therapy? — 5:26
  - c альбома Paranoid.
6. «Lord of This World» — Corrosion of Conformity — 6:25
  - c альбома Master of Reality.
7. «Symptom of the Universe» — Sepultura — 4:15
  - c альбома Sabotage.
8. «The Wizard» — Bullring Brummies — 5:01
  - c альбома Black Sabbath.
9. «Sabbath Bloody Sabbath» — Брюс Ди́кинсон совместно с Godspeed — 5:36
  - c альбома Sabbath Bloody Sabbath.
10. «N.I.B.» — Ugly Kid Joe — 5:28
  - c альбома Black Sabbath.
11. «War Pigs (концертное исполнение)» — Faith No More — 7:02
  - c альбома Paranoid.
12. «Black Sabbath» — Type O Negative — 7:45
  - c альбома Black Sabbath.
13. «Solitude» — Cathedral — 4:52 (на европейском издании)
  - c альбома Master of Reality.
14. «Wheels Of Confusion» — Cathedral — 5:31 (на японском издании)
  - c альбома Black Sabbath, Vol. 4.

## Nativity in Black II
| Оценки критиков | Оценки критиков                  |
| Источник        | Оценка                           |
| --------------- | -------------------------------- |
| AllMusic        | [ 7 ]                            |
| NY Rock         | (положительный)                  |
| FUZZ            | [ источник не указан 1040 дней ] |

1. «Sweet Leaf» — Godsmack — 4:54
  - c альбома Master of Reality.
2. «Hole in the Sky» — Machine Head — 3:32
  - c альбома Sabotage.
3. «Behind the Wall of Sleep» — Static-X — 3:31
  - c альбома Black Sabbath.
4. «Never Say Die» — Megadeth — 3:46
  - c альбома Never Say Die!.
5. «Snowblind» — System of a Down — 4:40
  - c альбома Black Sabbath, Vol. 4.
6. «Electric Funeral» — Pantera — 5:53
  - c альбома Paranoid.
7. «N.I.B.» — Primus совместно с Оззи Осборном — 5:57
  - c альбома Black Sabbath.
8. «Hand of Doom» — Slayer — 5:15
  - c альбома Paranoid.
9. «Under the Sun» — Soulfly — 5:45
  - c альбома Black Sabbath, Vol. 4.
10. «Sabbra Cadabra» — (hed) P.E. — 3:12
  - c альбома Sabbath Bloody Sabbath.
11. «Into the Void» — Monster Magnet — 8:03
  - c альбома Master of Reality.
12. «Iron Man (This Means War)» — Busta Rhymes (совместно с Оззи Осборном) — 4:38
  - c альбома Paranoid.

## Nativity in Black III
Nativity in Black III — это созданный фанатами группы альбом, содержащий каверы Black Sabbath в стиле первых двух альбомов.
1. «Sabbath Bloody Sabbath» — Anthrax — 4:24
  - c альбома Sabbath Bloody Sabbath.
2. «Hole in the Sky» — Pantera — 4:12
  - c альбома Sabotage.
3. «Children of the Grave» — Earth Crisis — 4:43
  - c альбома Master of Reality.
4. «A National Acrobat» — Astroqueen — 4:19
  - c альбома Sabbath Bloody Sabbath.
5. «Under the Sun» — Soulfly — 5:46
  - c альбома Black Sabbath, Vol. 4.
6. «Neon Knights» — Iron Savior — 3:56
  - c альбома Heaven and Hell.
7. «Hand of Doom» — Danzig — 2:53
  - c альбома Paranoid.
8. «Iron Man» — NoFX — 4:43
  - c альбома Paranoid.
9. «Lord of this World» — Helmet — 3:29
  - c альбома Master of Reality.
10. «Into the Void» — Soundgarden — 6:37
  - c альбома Master of Reality.
11. «Paranoid» — Sabotage — 3:54
  - c альбома Paranoid.
12. «Black Sabbath» — Throne of Ahaz — 5:38
  - c альбома Black Sabbath.